# Jorge Enrique Abello
Jorge Enrique Abello Moreno (ur. 28 lutego 1968 w Bogocie, Kolumbia) – kolumbijski aktor telewizyjny, znany z kolumbijskiej telenoweli Brzydula i amerykańskiej telenoweli Anita. Absolwent Gimnasio Moderno Tertiary i Universidad Javeriana.

## Filmografia
- La Viuda de Blanco (wersja oryginalna) – dr Dimas Pantoja
- La Mujer en el Espejo (wersja oryginalna)
- Perro amor (wersja oryginalna) 1998
- Betty La Fea (Brzydula) (wersja oryginalna) 1999
- Ecomoda 2001
- La Costeña y el Cachaco(2003)
- Anita no te Rajes Anita 2004
- En los tacones de Eva (2006)
- Aqui no hay quien Viva (2008)
- iCarly (2009)
- Donde Elisa. Gdzie jest Elisa 2012.